# 1. Liga (Eishockey) 2010/11
Die 1. Liga, die vierthöchste Eishockey-Spielklasse der Schweiz, der Saison 2010/11 begann im September 2010 und endete am 26. März 2011. Dabei spielten insgesamt 36 Teams, auf drei regionale Gruppen verteilt. Schweizer Meister im Amateureishockey wurden die Huttwil Falcons.

## Gruppeneinteilung 2010/11
| - EHC Arosa - EHC Bülach - HC Ceresio - HC Chiasso - EHC Dübendorf - EHC Frauenfeld - SC Herisau - PIKES EHC Oberthurgau - EHC Uzwil - SC Weinfelden - EHC Wetzikon - EHC Winterthur | - EHC Aarau - EHC Adelboden - EHC Basel-Kleinhüningen - EHC Brandis - EHC Burgdorf - Huttwil Falcons - SC Lyss - EHC Thun - SC Unterseen-Interlaken - EHC Wiki-Münsingen - EHC Zuchwil Regio - EHC Zunzgen-Sissach | - HC Bulle-La Gruyère - HC Düdingen Bulls - HC Franches-Montagnes - Université Neuchâtel HC - HC Red Ice Martigny-Verbier-Entremont - EHC Saastal - HC Saint-Imier-Sonceboz - HC Sion - HC Star Lausanne - HC Tramelan - Villars HC - HC Yverdon les Bains |

## Modus

### Aufstieg in die National League B
Der Aufstieg in die National League B erfolgt:
- wenn eine Mannschaft die Kriterien der National League erfüllt,
- den Aufstiegswunsch vor der Saison gemeldet hat und
- den Schweizer Amateur-Meistertitel gewinnt.

### Gruppe 1: Ostschweiz (OS)
Die 12 Mannschaften spielen eine Doppelrunde gegen jeden Gegner, absolvieren somit 22 Runden.
Die besten sechs Vereine qualifizieren sich für die Masterround I, die anderen sechs Vereine für die Masterround II, in beiden Masterrounds wird eine Einfachrunde (5 Runden) ausgespielt.
Alle sechs Teams der Masterround I qualifizieren sich für die Playoffs, die ersten vier geniessen im ersten Spiel Heimrecht. Die beiden anderen Teams beginnen zuerst auswärts.
Die beiden besten Teams der Masterround II qualifizieren sich ebenso für die Playoffs und beginnen ebenfalls auswärts.
Die vier verbliebenen Teams spielen in der Abstiegsrunde, die als Doppelrunde (sechs Spiele) ausgetragen wird.
Die Playoffs werden als „Best-of-five“-Serie ausgetragen, wobei sich der Sieger des Playoff-Finals für die Endrunde der Schweizer Amateurmeisterschaft qualifiziert.
Der Letztplatzierte der Abstiegsrunde steigt zur nächsten Saison in die 2. Liga ab.

### Gruppe 2: Zentralschweiz (ZS)
Die 12 Mannschaften spielen eine Doppelrunde gegen jeden Gegner, absolvieren somit 22 Runden.
Die besten sechs Vereine qualifizieren sich für die Masterround I, die anderen sechs Vereine für die Masterround II, in beiden Masterrounds wird eine Einfachrunde (fünf Runden) ausgespielt.
Alle sechs Teams der Masterround I qualifizieren sich für die Playoffs, die ersten vier geniessen im ersten Spiel Heimrecht. Die beiden anderen Teams beginnen zuerst auswärts.
Die beiden besten Teams der Masterround II qualifizieren sich ebenso für die Playoffs und beginnen ebenfalls auswärts.
Die vier verbliebenen Teams spielen in der Abstiegsrunde, die als Doppelrunde (sechs Spiele) ausgetragen wird.
Die Playoffs werden als „Best-of-five“-Serie ausgetragen, wobei sich der Sieger des Playoff-Finals für die Endrunde der Schweizer Amateurmeisterschaft qualifiziert.
Der Letztplatzierte der Abstiegsrunde steigt zur nächsten Saison in die 2. Liga ab.

### Gruppe 3: Suisse Romande (SR)
Die 12 Mannschaften spielen eine Doppelrunde gegen jeden Gegner, absolvieren somit 22 Runden.
Die besten acht Teams qualifizieren sich für die Playoffs, die weiteren vier Teams für die Playouts.
Die Playoffs werden im „Best-of-seven“-Modus (Viertelfinal) und im „Best-of-five“-Modus (Halbfinal, Final) ausgetragen. Der Sieger der Playoffs qualifiziert sich für die Endrunde der Schweizer Amateurmeisterschaft.
Die Playouts werden im „Best-of-five“-Modus ausgetragen, der Verlierer des Playout-Finals steigt in die 2. Liga ab.

## Tabellen

### Gruppe 1: Ostschweiz (OS)
| Platz | Verein                   | Sp. | S  | S2 | N1 | N  | Torv.  | Pkt. |
| ----- | ------------------------ | --- | -- | -- | -- | -- | ------ | ---- |
| 1.    | HC Chiasso (N)           | 22  | 15 | 1  | 1  | 5  | 100:62 | 48   |
| 2.    | PIKES EHC Oberthurgau    | 22  | 15 | 0  | 1  | 6  | 82:67  | 46   |
| 3.    | EHC Dübendorf            | 22  | 13 | 3  | 0  | 6  | 94:60  | 45   |
| 4.    | EHC Winterthur (AM)/(GS) | 22  | 13 | 2  | 0  | 7  | 102:71 | 43   |
| 5.    | EHC Bülach               | 22  | 11 | 3  | 3  | 5  | 66:50  | 42   |
| 6.    | EHC Arosa                | 22  | 12 | 2  | 2  | 6  | 69:60  | 42   |
| 7.    | EHC Uzwil                | 22  | 8  | 1  | 1  | 12 | 90:89  | 27   |
| 8.    | HC Ceresio               | 22  | 8  | 0  | 1  | 13 | 63:77  | 25   |
| 9.    | EHC Frauenfeld           | 22  | 6  | 1  | 2  | 13 | 52:89  | 22   |
| 10.   | SC Weinfelden            | 22  | 5  | 2  | 2  | 13 | 53:100 | 21   |
| 11.   | SC Herisau               | 22  | 5  | 1  | 3  | 13 | 62:86  | 20   |
| 12.   | EHC Wetzikon             | 22  | 5  | 0  | 0  | 17 | 50:72  | 15   |

| Legende | Legende                              |
| ------- | ------------------------------------ |
|         | Masterround I                        |
|         | Masterround II                       |
| (AM)    | amtierender Amateur-Schweizermeister |
| (GS)    | Gruppensieger der letzten Saison     |
| (N)     | Neuaufsteiger der letzten Saison     |

### Gruppe 2: Zentralschweiz (ZS)
| Platz | Verein                      | Sp. | S  | S2 | N1 | N  | Torv.  | Pkt. |
| ----- | --------------------------- | --- | -- | -- | -- | -- | ------ | ---- |
| 1.    | Huttwil Falcons (GS)        | 22  | 17 | 4  | 0  | 1  | 139:40 | 59   |
| 2.    | EHC Zuchwil-Regio           | 22  | 16 | 2  | 1  | 3  | 121:61 | 53   |
| 3.    | EHC Wiki-Münsingen          | 22  | 15 | 1  | 2  | 4  | 83:58  | 49   |
| 4.    | EHC Burgdorf                | 22  | 11 | 1  | 5  | 5  | 93:67  | 40   |
| 5.    | SC Lyss                     | 22  | 11 | 2  | 1  | 8  | 82:69  | 38   |
| 6.    | EHC Aarau                   | 22  | 11 | 1  | 2  | 8  | 90:82  | 37   |
| 7.    | SC Unterseen-Interlaken     | 22  | 11 | 0  | 1  | 10 | 100:80 | 34   |
| 8.    | EHC Brandis                 | 22  | 8  | 2  | 1  | 11 | 71:90  | 29   |
| 9.    | EHC Adelboden               | 22  | 7  | 1  | 0  | 14 | 62:103 | 22   |
| 10.   | EHC Zunzgen-Sissach         | 22  | 4  | 1  | 1  | 16 | 72:129 | 15   |
| 11.   | EHC Thun                    | 22  | 3  | 0  | 2  | 17 | 53:125 | 11   |
| 12.   | EHC Basel-Kleinhüningen (N) | 22  | 0  | 3  | 2  | 17 | 42:104 | 8    |

| Legende | Legende                          |
| ------- | -------------------------------- |
|         | Masterround I                    |
|         | Masterround II                   |
| (GS)    | Gruppensieger der letzten Saison |
| (N)     | Neuaufsteiger der letzten Saison |

### Gruppe 3: Suisse Romande (SR)
| Platz | Verein                      | Sp. | S  | S2 | N1 | N  | Torv.  | Pkt. |
| ----- | --------------------------- | --- | -- | -- | -- | -- | ------ | ---- |
| 1.    | HC Red Ice (GS)             | 22  | 22 | 0  | 0  | 0  | 132:40 | 66   |
| 2.    | HC Franches-Montagnes       | 22  | 15 | 1  | 0  | 6  | 99:65  | 47   |
| 3.    | HC Sion                     | 22  | 12 | 3  | 1  | 6  | 115:78 | 43   |
| 4.    | HC Düdingen Bulls           | 22  | 13 | 1  | 2  | 6  | 92:67  | 43   |
| 5.    | Villars HC                  | 22  | 9  | 2  | 1  | 10 | 80:86  | 32   |
| 6.    | HC Yverdon les Bains        | 22  | 9  | 1  | 2  | 10 | 81:93  | 31   |
| 7.    | HC Star Lausanne            | 22  | 8  | 3  | 0  | 11 | 81:86  | 30   |
| 8.    | HC Tramelan                 | 22  | 7  | 3  | 2  | 10 | 81:98  | 29   |
| 9.    | EHC Saastal                 | 22  | 8  | 1  | 3  | 10 | 81:91  | 29   |
| 10.   | Université Neuchâtel HC     | 22  | 5  | 1  | 3  | 13 | 78:108 | 20   |
| 11.   | HC Saint-Imier-Sonceboz (N) | 22  | 5  | 0  | 2  | 15 | 78:110 | 17   |
| 12.   | HC Bulle-La Gruyère         | 22  | 3  | 0  | 0  | 19 | 61:137 | 9    |

| Legende | Legende                          |
| ------- | -------------------------------- |
|         | Playoffs                         |
|         | Playouts                         |
| (GS)    | Gruppensieger der letzten Saison |
| (N)     | Neuaufsteiger der letzten Saison |

## Masterround (OS und ZS)

### Gruppe 1: Ostschweiz (OS)
| Platz | Verein                   | Sp. | S | S2 | N1 | N | Torv.  | Pkt. |
| ----- | ------------------------ | --- | - | -- | -- | - | ------ | ---- |
| 1.    | EHC Dübendorf            | 5   | 4 | 1  | 0  | 0 | 121:68 | 37   |
| 2.    | HC Chiasso (N)           | 5   | 2 | 0  | 0  | 3 | 120:86 | 30   |
| 3.    | EHC Winterthur (AM)/(GS) | 5   | 2 | 0  | 1  | 2 | 109:83 | 29   |
| 4.    | PIKES EHC Oberthurgau    | 5   | 2 | 0  | 0  | 3 | 96:90  | 29   |
| 5.    | EHC Bülach               | 5   | 2 | 0  | 0  | 3 | 78:64  | 27   |
| 6.    | EHC Arosa                | 5   | 2 | 0  | 0  | 3 | 85:75  | 27   |

| Legende | Legende  |
| ------- | -------- |
|         | Playoffs |

| Platz | Verein         | Sp. | S | S2 | N1 | N | Torv.   | Pkt. |
| ----- | -------------- | --- | - | -- | -- | - | ------- | ---- |
| 1.    | EHC Uzwil      | 5   | 3 | 0  | 0  | 2 | 111:106 | 23   |
| 2.    | HC Ceresio     | 5   | 3 | 0  | 0  | 2 | 82:91   | 22   |
| 3.    | SC Herisau     | 5   | 4 | 0  | 0  | 1 | 78:99   | 22   |
| 4.    | EHC Frauenfeld | 5   | 2 | 0  | 0  | 3 | 65:102  | 17   |
| 5.    | EHC Wetzikon   | 5   | 2 | 0  | 0  | 3 | 62:85   | 14   |
| 6.    | SC Weinfelden  | 5   | 1 | 0  | 0  | 4 | 58:116  | 14   |

| Legende | Legende       |
| ------- | ------------- |
|         | Playoffs      |
|         | Abstiegsrunde |

### Gruppe 2: Zentralschweiz (ZS)
| Platz | Verein               | Sp. | S | S2 | N1 | N | Torv. | Pkt. |
| ----- | -------------------- | --- | - | -- | -- | - | ----- | ---- |
| 1.    | Huttwil Falcons (GS) | 5   | 3 | 0  | 2  | 0 | 18:12 | 41   |
| 2.    | EHC Zuchwil-Regio    | 5   | 1 | 1  | 0  | 3 | 15:21 | 32   |
| 3.    | EHC Wiki-Münsingen   | 5   | 2 | 0  | 1  | 2 | 13:14 | 32   |
| 4.    | SC Lyss              | 5   | 3 | 1  | 1  | 0 | 18:8  | 31   |
| 5.    | EHC Burgdorf         | 5   | 1 | 1  | 1  | 2 | 14:14 | 26   |
| 6.    | EHC Aarau            | 5   | 0 | 2  | 0  | 3 | 12:21 | 23   |

| Legende | Legende  |
| ------- | -------- |
|         | Playoffs |

| Platz | Verein                      | Sp. | S | S2 | N1 | N | Torv. | Pkt. |
| ----- | --------------------------- | --- | - | -- | -- | - | ----- | ---- |
| 1.    | SC Unterseen-Interlaken     | 5   | 3 | 2  | 0  | 0 | 22:13 | 30   |
| 2.    | EHC Brandis                 | 5   | 3 | 0  | 0  | 2 | 20:11 | 24   |
| 3.    | EHC Adelboden               | 5   | 2 | 0  | 1  | 2 | 16:18 | 19   |
| 4.    | EHC Thun                    | 5   | 2 | 1  | 0  | 2 | 16:18 | 14   |
| 5.    | EHC Zunzgen-Sissach         | 5   | 0 | 0  | 3  | 2 | 15:26 | 11   |
| 6.    | EHC Basel-Kleinhüningen (N) | 5   | 1 | 1  | 0  | 3 | 16:19 | 9    |

| Legende | Legende       |
| ------- | ------------- |
|         | Playoffs      |
|         | Abstiegsrunde |

## Playoffs

### Gruppe 1: Ostschweiz (OS)

#### Viertelfinals
|                       |   |            | Serie | 1   | 2   | 3   | 4   | 5    |
| --------------------- | - | ---------- | ----- | --- | --- | --- | --- | ---- |
| EHC Dübendorf         | – | HC Ceresio | 3:2   | 4:2 | 3:4 | 6:0 | 4:5 | 12:1 |
| HC Chiasso (N)        | – | EHC Uzwil  | 3:1   | 3:4 | 4:3 | 5:3 | 3:2 | -:-  |
| EHC Winterthur        | – | EHC Arosa  | 1:3   | 1:2 | 5:1 | 1:5 | 1:6 | -:-  |
| PIKES EHC Oberthurgau | – | EHC Bülach | 3:1   | 3:5 | 4:2 | 6:2 | 1:0 | -:-  |

#### Halbfinals
|                |   |                       | Serie | 1   | 2   | 3   | 4   | 5   |
| -------------- | - | --------------------- | ----- | --- | --- | --- | --- | --- |
| HC Chiasso (N) | – | PIKES EHC Oberthurgau | 1:3   | 2:4 | 1:3 | 3:2 | 1:3 | -:- |
| EHC Dübendorf  | – | EHC Arosa             | 1:3   | 2:3 | 1:0 | 2:6 | 1:4 | -:- |

#### Final
|                       |   |           | Serie | 1         | 2   | 3   | 4   | 5   |
| --------------------- | - | --------- | ----- | --------- | --- | --- | --- | --- |
| PIKES EHC Oberthurgau | – | EHC Arosa | 2:3   | 4:3 n. V. | 3:2 | 1:2 | 1:2 | 0:4 |

### Gruppe 2: Zentralschweiz (ZS)

#### Viertelfinals
|                    |   |                         | Serie | 1           | 2           | 3           | 4   | 5   |
| ------------------ | - | ----------------------- | ----- | ----------- | ----------- | ----------- | --- | --- |
| SC Lyss            | – | EHC Burgdorf            | 4:0   | 8:6         | 5:0 forfait | 5:0 forfait | 9:2 | -:- |
| EHC Wiki-Münsingen | – | EHC Aarau               | 3:0   | 5:0 forfait | 5:0 forfait | 2:1         | -:- | -:- |
| EHC Zuchwil-Regio  | – | SC Unterseen-Interlaken | 3:0   | 5:2         | 8:6         | 7:0         | -:- | -:- |
| Huttwil Falcons    | – | EHC Brandis             | 3:0   | 6:2         | 4:3         | 10:0        | -:- | -:- |

#### Halbfinals
|                   |   |                    | Serie | 1   | 2   | 3   | 4   | 5   |
| ----------------- | - | ------------------ | ----- | --- | --- | --- | --- | --- |
| Huttwil Falcons   | – | SC Lyss            | 3:0   | 3:0 | 5:4 | 4:3 | -:- | -:- |
| EHC Zuchwil-Regio | – | EHC Wiki-Münsingen | 2:2   | 4:2 | 5:4 | 1:2 | 4:5 | 3:2 |

#### Final
|                 |   |                   | Serie | 1   | 2   | 3   | 4   | 5   |
| --------------- | - | ----------------- | ----- | --- | --- | --- | --- | --- |
| Huttwil Falcons | – | EHC Zuchwil-Regio | 3:0   | 5:1 | 4:3 | 6:3 | -:- | -:- |

### Gruppe 3: Suisse Romande (SR)

#### Viertelfinals
|                       |   |                      | Serie | 1    | 2    | 3   | 4    | 5   | 6   | 7   |
| --------------------- | - | -------------------- | ----- | ---- | ---- | --- | ---- | --- | --- | --- |
| HC Red Ice            | – | HC Tramelan          | 4:0   | 10:2 | 11:4 | 8:5 | 10:4 | -:- | -:- | -:- |
| HC Sion               | – | HC Yverdon-les-Bains | 4:0   | 5:2  | 12:3 | 9:0 | 11:2 | -:- | -:- | -:- |
| HC Franches-Montagnes | – | HC Star Lausanne     | 4:1   | 2:1  | 4:2  | 3:4 | 4:1  | 5:1 | -:- | -:- |
| HC Düdingen Bulls     | – | Villars HC           | 4:1   | 8:0  | 3:1  | 3:0 | 2:4  | 4:3 | -:- | -:- |

#### Halbfinals
|                       |   |                   | Serie | 1   | 2   | 3   | 4   | 5   |
| --------------------- | - | ----------------- | ----- | --- | --- | --- | --- | --- |
| HC Red Ice            | – | HC Düdingen Bulls | 3:2   | 1:2 | 0:2 | 4:2 | 5:2 | 5:1 |
| HC Franches-Montagnes | – | HC Sion           | 0:3   | 1:3 | 5:7 | 1:3 | -:- | -:- |

#### Final
|            |   |         | Serie | 1   | 2   | 3   | 4   | 5   |
| ---------- | - | ------- | ----- | --- | --- | --- | --- | --- |
| HC Red Ice | – | HC Sion | 3:1   | 9:0 | 4:2 | 1:4 | 7:2 | -:- |

## Abstiegsrunde / Playouts

### Gruppe 1: Ostschweiz (OS)
|    | Verein         | Sp. | S3 | S2 | N1 | N0 | Tore  | Diff. | Punkte |
| -- | -------------- | --- | -- | -- | -- | -- | ----- | ----- | ------ |
| 1. | EHC Frauenfeld | 6   | 4  | 1  | 0  | 1  | 24:13 | +11   | 31     |
| 2. | SC Herisau     | 6   | 2  | 0  | 2  | 2  | 21:25 | −4    | 30     |
| 3. | EHC Wetzikon   | 6   | 2  | 1  | 0  | 3  | 21:14 | +7    | 22     |
| 4. | SC Weinfelden  | 6   | 1  | 1  | 1  | 3  | 14:28 | −14   | 20     |

| Legende | Legende  |
| ------- | -------- |
|         | Verbleib |
|         | 2. Liga  |

### Gruppe 2: Zentralschweiz (ZS)
|    | Verein                      | Sp. | S3 | S2 | N1 | N0 | Tore  | Diff. | Punkte |
| -- | --------------------------- | --- | -- | -- | -- | -- | ----- | ----- | ------ |
| 1. | EHC Adelboden               | 6   | 2  | 1  | 0  | 3  | 22:18 | +4    | 27     |
| 2. | EHC Basel-Kleinhüningen (N) | 6   | 5  | 0  | 0  | 1  | 22:16 | +6    | 24     |
| 3. | EHC Thun                    | 6   | 1  | 1  | 2  | 2  | 20:25 | −5    | 21     |
| 4. | EHC Zunzgen-Sissach         | 6   | 1  | 1  | 1  | 3  | 21:26 | −5    | 17     |

| Legende | Legende                                                                        |
| ------- | ------------------------------------------------------------------------------ |
|         | Verbleib                                                                       |
|         | Sportlicher Abstieg verhindert, mangels Interesse aus der 2. Liga aufzusteigen |

### Gruppe 3: Suisse Romande (SR)

#### Halbfinals
|                         |   |                             | Serie | 1   | 2   | 3   | 4   | 5   |
| ----------------------- | - | --------------------------- | ----- | --- | --- | --- | --- | --- |
| EHC Saastal             | – | HC Bulle-La Gruyère         | 3:0   | 7:2 | 7:2 | 6:1 | -:- | -:- |
| HC Université Neuchâtel | – | HC Saint-Imier-Sonceboz (N) | 3:1   | 6:2 | 4:3 | 1:4 | 5:2 | -:- |

#### Final
|                             |   |                     | Serie | 1   | 2   | 3   | 4   | 5   |
| --------------------------- | - | ------------------- | ----- | --- | --- | --- | --- | --- |
| HC Saint-Imier-Sonceboz (N) | – | HC Bulle-La Gruyère | 2:3   | 2:4 | 6:1 | 6:2 | 1:7 | 0:1 |

## Finalrunde Schweizer Amateurmeisterschaft
Die drei Gruppensieger spielen gegeneinander um die Schweizer Meisterschaft im Amateureishockey. Nach einer Gruppenphase spielen die beiden besten Teams im Final (dem sog. „Grand Final“) um den Titel.
|                 |   |                 | Resultat |
| --------------- | - | --------------- | -------- |
| Huttwil Falcons | – | HC Red Ice      | 5:3      |
| HC Red Ice      | – | EHC Arosa       | 6:2      |
| EHC Arosa       | – | Huttwil Falcons | 4:2      |

|    | Verein          | Sp. | S3 | S2 | N1 | N0 | Tore | Diff. | Punkte |
| -- | --------------- | --- | -- | -- | -- | -- | ---- | ----- | ------ |
| 1. | HC Red Ice      | 2   | 1  | 0  | 0  | 1  | 9:7  | +2    | 3      |
| 2. | Huttwil Falcons | 2   | 1  | 0  | 0  | 1  | 7:7  | ±0    | 3      |
| 3. | EHC Arosa       | 2   | 1  | 0  | 0  | 1  | 6:8  | −2    | 3      |

| Legende | Legende     |
| ------- | ----------- |
|         | Grand Final |
|         | 3. Endrang  |

|            |   |                 | Resultat |
| ---------- | - | --------------- | -------- |
| HC Red Ice | – | Huttwil Falcons | 1:4      |